# Statens Mediesamling
Statens Mediesamling blev som en del af Statsbiblioteket i Århus etableret i 1987 med det formål at gemme kulturarven for de æterbårne medier. 
Senere blev det muligt at formidle radio/tv-udsendelser til forskere og studerende fra de videregående uddannelser.
Statens Mediesamling indeholder tv-udsendelser fra DR fra omkring april 1988, DR2 fra starten i 1996, DR radioudsendelser fra april 1984, inkl. regionerne. TV2 fra starten i 1988, inkl. regionerne indtil 2006, hvorefter det kun er udvalgte regioner (TV Lorry, TV Syd, TV Østjylland), der gemmes. Desuden TV2 News fra starten i 2006 og en del af TV3s danske udsendelser (1998-2005), mm. Statens Mediesamling indeholder også lokalradio/tv fra lokalstationernes start i 1983. Dog kun med 1-2 ugers optagelser pr. år fra udvalgte stationer. 
Statens Mediesamling indeholder desuden en lang række samlinger af historiske lydoptagelser - herunder Ruben-samlingen, Dialekt-samlingen, Anker Kirkeby-samlingen samt Arbejdererindringer fra Aarhus-samlingen.
Desuden hører Nationaldiskoteket også til i Statens Mediesamling. Nationaldiskoteket består af dansk udgivet musik siden 1900-tallet og frem.
Se evt. mere om historien i: Mellem bøger, bit og brugere, red. Niels Mark, Erling Midtgaard Hanssen og Niels C. Nielsen, Statsbiblioteket 2002, p. 317-25, Eva Fønss-Jørgensen, Medier og Musik på Statsbiblioteket.

## Brug af materiale fra Statens Mediesamling
Radio- og tv-udsendelser indsamlet fra 1. januar 2006 og frem kan søges frem i Mediestream, som er indgangen til Statsbibliotekets samlinger af digital kulturarv. På Statsbiblioteket, Det Kongelige Bibliotek samt Det Danske Filminstitut har alle adgang til at se/lytte til udsendelserne i Mediestream, hvis man benytter en af institutionens bruger-pc'er. Forskere og studerende tilknyttet uddannelsesinstitutioner som tilbyder lange videregående har efter aftale med Copydan adgang til radio- og tv-udsendelserne online.
Mediestream indeholder desuden reklamefilm vist i biograf eller sendt på TV2 samt digitaliserede aviser fra Statens Avissamling.